# The Brockville Rifles
The Brockville Rifles, littéralement « Les Fusiliers de Brockville », sont un régiment d'infanterie de la Première réserve de l'Armée canadienne. Ayant été fondé en 1866, il s'agit de l'un des plus anciens régiments des Forces armées canadiennes. Il fait partie du 33e Groupe-brigade du Canada au sein de la 4e Division du Canada et est basé à Brockville en Ontario.
Le régiment tire ses origines de la création du 41st "Brockville Battaltion of Rifles (littéralement le « 41e "Bataillon de fusiliers de Brockville ») créé à Brockville le 5 octobre 1866. Ce bataillon devint un régiment en 1900 et, en 1920, adopta son nom actuel. En 1946, il fut converti en une unité d'artillerie et adopta le nom de « 60th Light Anti-Aircraft Regiment (Brockville Rifles), RCA » (« 60e Régiment antiaérien léger (Fusiliers de Brockville), ARC »). En 1954, il fusionna avec une autre unité d'artillerie, la 32nd Locating Battery (Self-Propelled), RCA (la « 32e Batterie de localisation (Autopropulsée), ARC ») et devint la 32nd Locating Battery (Brockville Rifles), RCA (la « 32e Batterie de localisation (Fusiliers de Brockville), ARC »). En 1959, le régiment redevint une unité d'infanterie et réadopta son nom actuel. La 32nd Locating Battery (Self-Propelled), RCA avait été créée le 14 novembre 1855 à Kingston en Ontario en tant que la Volunteer Militia Company of Foot Artillery of Kingston (la « Compagnie d'artillerie à pied de la Milice volontaire de Kingston »).
En plus de l'histoire de sa propre lignée, le régiment perpétue l'héritage de cinq autres unités : le Battalion of Incorporated Militia of Upper Canada (le « Bataillon de la Milice incorporée du Haut-Canada »), le 1er Régiment, Leeds Militia (1812-1815), le 2e Régiment, Leeds Militia (1812-1815), le 156e Bataillon "outre-mer", CEC et la 32e Batterie "outre-mer", CFA, CEC.

## Histoire

### Origines et premiers conflits
Le régiment a d'abord été créé en tant qu'un bataillon d'infanterie nommé « 41st "Brockville Battalion of Rifles" » le 5 octobre 1866 à Brockville en Ontario. Le 24 mai 1870, il fut mobilisé dans la foulée des raids féniens afin de servir le long des rives du fleuve Saint-Laurent jusqu'au 1er juin de la même année. Le 8 mai 1900, le bataillon devint un régiment et adopta le nom de « 41st Regiment "Brockville Rifles" ». Le 1er mars 1920, il adopta son nom actuel, c'est-à-dire « The Brockville Rifles ».

### Seconde Guerre mondiale
Dans la foulée de la Seconde Guerre mondiale, le 18 mars 1942, The Brockville Rifles mobilisèrent un bataillon pour le service actif. Celui-ci devint le 1er Bataillon, The Brockville Rifles, CASF, tandis que le bataillon de réserve devint le 2e Bataillon. De plus, ils fournirent également une compagnie pour servir avec The Stormont, Dundas and Glengarry Highlanders. Le 1er Bataillon servit dans un rôle de défense territoriale au Canada en tant que composante de la 19e Brigade d'infanterie canadienne au sein de la 6e Division canadienne. Du 5 août 1944 au 27 mars 1946, il servit dans un rôle de garnison en Jamaïque. Il fut officiellement dissous le 30 avril 1946.
De son côté, la 32nd (Kingston) Field Battery, RCA mobilisa, avec la 34th Field Battery, RCA, la 32nd/34th Field Battery, RCA, CASF le 24 mai 1940. Le 1er janvier 1941, cette unité fut divisée en deux batteries distinctes, la 32nd (Kingston) Field Battery, RCA, CASF et la 34th Field Battery, RCA, CASF. Le même jour, la 32e fut rebaptisée en « 32nd (Kingston) Light Anti-Aircraft Battery, RCA, CASF ». Elle servit dans le Nord-Ouest de l'Europe pour fournir un appui d'artillerie antiaérienne en tant que composante du 4th Light Anti-Aircraft Regiment, RCA, CASF jusqu'à la fin du conflit. De plus, la 32nd (Kingston) Field Battery, RCA mobilisa la 2nd 32nd Light Anti-Aircraft Battery, RCA, CAOF le 1er juin 1945 qui servit au sein des troupes d'occupation canadiennes en Allemagne. Le 4 avril 1946, les deux batteries outre-mer furent dissoutes.

## Honneurs de bataille
Les honneurs de bataille sont le droit donné par la Couronne au régiment d'apposer sur son drapeau consacré les noms des batailles ou des conflits dans lesquels il s'est illustré. Bien que les régiments de voltigeurs comme les Brockville Rifles n'ont pas de drapeau consacré, ils peuvent tout de même recevoir des honneurs de bataille qu'ils peuvent blasonnés sur d'autres articles de l'unité tels que les coiffures.
| Guerre de 1812                | Guerre de 1812      |
| ----------------------------- | ------------------- |
| Défense du Canada - 1812-1815 | Niagara             |
| Première Guerre mondiale      |                     |
| Amiens                        | Arras, 1918         |
| Ligne Hindenburg              | Poursuite vers Mons |
| Guerre d'Afghanistan          |                     |
| Afghanistan                   |                     |

En plus des honneurs de bataille ci-dessus, The Brockville Rifles ont reçu la distinction honorifique de pouvoir blasonner l'insigne des Stormont, Dundas and Glengarry Highlanders suivi des années « 1944-1945 » pour les soldats mobilisés qui ont servi avec cette unité lors de la Seconde Guerre mondiale.

## Lignée
The Brockville Rifles tirent leurs origines du 41st "Brockville Battalion of Rifles" créé le 5 octobre 1866 à Brockville en Ontario et de la Volunteer Militia Company of Foot Artillery of Kingston créée le 14 novembre 1855 à Kingston en Ontario. Cela dit, la date d'anniversaire et la lignée du régiment remontent à 1866 puisque la lignée régimentaire se fait seulement au niveau d'unité et non pas de sous-unité.
| Nom | Date               |
| --- | ------------------ |
| 41st "Brockville Battalion of Rifles"                                                                       | 5 octobre 1866     |
| 41st Regiment "Brockville Rifles"                                                                           | 8 mai 1900         |
| The Brockville Rifles                                                                                       | 12 mars 1920       |
| 2nd (Reserve) Battalion, The Brockville Rifles                                                              | 18 mars 1942       |
| 60th Light Anti-Aircraft Regiment (Brockville Rifles), RCA                                                  | 1er avril 1946     |
| 32nd Locating Battery (Brockville Rifles) RCA (fusion avec la 32nd Anti-Tank Battery (Self-Propelled), RCA) | 1er septembre 1954 |
| The Brockville Rifles                                                                                       | 1er décembre 1959  |

| Nom                                                                                        | Date               |
| ------------------------------------------------------------------------------------------ | ------------------ |
| Volunteer Militia Company of Foot Artillery of Kingston                                    | 14 novembre 1855   |
| Volunteer Militia Field Battery of Artillery of Kingston                                   | 29 mai 1856        |
| No 5 "Kingston" Field Battery                                                              | 1er juillet 1894   |
| 5th "Kingston" Field Battery, CA                                                           | 28 décembre 1895   |
| 32nd (Kingston) Battery, CFA                                                               | 2 février 1920     |
| 32nd (Kingston) Field Battery, CA                                                          | 1er juillet 1925   |
| 32nd (Kingston) Field Battery, RCA                                                         | 3 juin 1935        |
| 32nd (Reserve) (Kingston) Field Battery, RCA                                               | 7 novembre 1940    |
| 3rd/32nd (Reserve) Field Battery, RCA                                                      | 1er septembre 1943 |
| 32nd Anti-Tank Battery (Self-Propelled), RCA                                               | 1er avril 1946     |
| Fusion avec le 60th Light Anti-Aircraft Regiment (Brockville Rifles), RCA (voir ci-dessus) | 1er septembre 1954 |

## Perpétuations
En plus de l'histoire de sa propre lignée, The Brockville Rifles perpétuent l'histoire de cinq autres unités :
- le Battalion of Incorporated Militia of Upper Canada
- le 1er Régiment, Leeds Militia (1812-1815)
- le 2e Régiment, Leeds Militia (1812-1815)
- le 156e Bataillon "outre-mer", CEC
- la 32e Batterie "outre-mer", CFA, CEC

Le 156e Bataillon "outre-mer", CEC a été créée le 22 décembre 1915. Le 19 octobre 1916, il s'embarqua pour la Grande-Bretagne où, le 1er novembre 1916, son personnel fut transféré aux 109e, 119e, 120e, 123e et 124e Bataillon "outre-mer", CEC. Le 27 décembre 1916, le 156e Bataillon fut reformé et servait à fournir des renforts aux troupes canadiennes au front jusqu'au 15 février 1918 lorsque son personnel fut transféré au 6e Bataille de réserve, CEC. Il fut officiellement dissout le 29 novembre 1918.
De son côté, le 32e Batterie "outre-mer", CFA, CEC a été créée le 15 août 1915 et elle s'embarqua pour la Grande-Bretagne le 5 février 1916. Le 14 juillet suivant, elle débarque en France où elle servait en tant qu'appui d'artillerie de campagne au sein de la 9e Brigade, CFA, CEC jusqu'au 1er juillet 1917 et de la 8e Brigade d'armée, CFA jusqu'à la fin du conflit. Elle fut officiellement dissoute le 1er novembre 1920.

## Traditions et patrimoine

Le drapeau de camp des Brockville Rifles affichant l'insigne du régiment en son centre

Les traditions et les symboles des Brockville Rifles sont les éléments essentiels à l'identité régimentaire. Le symbole le plus important est l'insigne du régiment qui est composé d'un cor de chasse lié d'argent sur fond de gueules dans un anneau de sable liséré d'argent portant l'inscription « The Brockville Rifles » en lettres majuscules d'argent. Le tout est brochant sur une croix de Malte de sable lisérée et resarcelée d'argent ornée, sur la branche supérieure, d'une plaque de sable lisérée d'argent portant l'inscription « Amiens » en lettre majuscules d'argent et, sur la branche inférieure, d'une plaque semblable portant l'inscription « Pursuit to Mons ». La croix est sommée de la couronne royale au naturel. Les mentions d'« Amiens » et de « Pursuit to Mons » (« Poursuite vers Mons ») sont des Honneurs de bataille de la Première Guerre mondiale reçus par le régiment. Un autre élément important de l'identité d'un régiment sont les marches régimentaires. La marche des Brockville Rifles est Bonnie Dundee (en).